# Église Saint-Vinebaud de Magnicourt
L'église Saint-Vinebaud est une église située à Magnicourt, en France.

## Localisation
L'église est située sur la commune de Magnicourt, dans le département français de l'Aube.

## Historique
L'édifice est inscrit au titre des monuments historiques en 1995.